# Церква Олександра Невського (Київ)
Це́рква св. Олекса́ндра Не́вського — храм роботи Володимира Ніколаєва у Києві, збудований у 1889—1890 роках, знищений більшовиками у середині 1930-х років. Знаходилася навпроти Липської вулиці на території Маріїнського парку, поряд з місцем сучасних могили і пам'ятника генералу Миколі Ватутіну.

## Історія
Найпрестижніший район Києва — Липки — довгий час не мав власної парафіяльної церкви, і відправи відбувалися у численних домових церквах або у церкві Спаса на Берестові. Саме настоятель цієї церкви, разом із мешканцями Палацового району Києва, першим у 1881 році порушив питання про побудову на Липках церкви, на яку втім, тоді не вистачило коштів. Лише у 1887 році з ініціативи та за найактивнішої участі Федора Трепова-старшого було створено унікальний спонсорський колектив, до якого входили найперші київські багатії — Яків Бернер, Михайло Дегтерьов, Микола Терещенко, Федір Терещенко та інші.
16 липня 1888 року за проектом Володимира Ніколаєва було закладено, а вже 27 серпня 1889 року освячено пишну будівлю у візантійському стилі, розраховану на 400 парафіян. 16 вікон центральної бані забезпечували чудове освітлення храму, 7 дзвонів було привезено з Москви, а іконостас з темного дубу за малюнком Ніколаєва зроблено київськими теслями (майстерня Даболінга). Ікони на мідних дошках написав петербурзький художник Тронін. Однією з перших відправ нової церкви стала панахида по її головному спонсору Федору Трепову, який помер 13 листопада 1889 року і був похований у Видубицькому монастирі.
Храм став парафіяльним замість церкви Спаса на Берестові, з якого до новозбудованої перенесли деяке начиння: хрест та ризи Петра Могили, чашу 1642 року, Євангеліє 1631 року. Сам Володимир Ніколаєв виконував у храмі обов'язки церковного старости.
Коли точно знесли церкву Олександра Невського — невідомо, привід для знесення був, мабуть, той же, що і для решти храмів Києва — реконструкція міста. Можливо, храм знесли через наміри збудувати у цій місцевості приміщення НКВС (тепер будівля Кабінету Міністрів України) та Всеукраїнського Виконавчого Комітету (Верховна Рада), а сусідство органів державної влади з культовою спорудою розцінили як «небажане». Принаймні у «Переліку всіх закритих молитовень православного релігійного культу по місту Києву» станом на 26 березня 1936 року фігурує як вже знесена.
Поряд з колишнім місцем храму в 1944 році поховано генерала Миколу Ватутіна, якого було смертельно поранено в сутичці з військовим загоном УПА. У січні 1948 року над могилою споруджено пам'ятник за проектом Є. Вучетича та Я. Білопольського.

## Настоятелі до 1917 року
- протоієрей Климент Фоменко (1890 — після 1915).